# Johanna Wanka
Johanna Wanka   (Rosenfeld, 1 d'abril de 1951) és una política alemanya de la Unió Demòcrata Cristiana d'Alemanya (CDU) que va ser Ministra d'Educació i Recerca en el govern de la cancellera Angela Merkel des de 2013 fins al 2018. Del 2000 al 2009, va ser Consellera de Ciència, Recerca i Cultura de l'estat federat de Brandenburg, i del 2010 al 2013 va ser Consellera de Ciència i Cultura a l'estat de la Baixa Saxònia, en el Cabinet McAllister.

## Biografia
Wanka va néixer l'1 d'abril de 1951. Va assistir a l'Escola Secundària Politècnica de Großtreben i a l'escola avançada de Torgau abans d'estudiar matemàtiques a la Universitat de Leipzig a l'RDA. A partir de 1974, va ser ajudant de recerca a la Universitat de Ciències Aplicades de Merseburg, on va obtenir el doctorat l'any 1980. El 1993, es va convertir en professora d'enginyeria matemàtica en aquesta mateixa institució. Al març de 1994, va ser elegida rectora de la universitat, una posició que va mantenir fins que es va convertir en ministra, l'octubre de 2000.

## Carrera política
Wanka es va unir al moviment ciutadà East German a principis del 1989. Va ser membre fundadora del Neues Forum a Merseburg i va ser membre del Kreistag Merseburg de 1990 a 1994.
Wanka es va afiliar a la CDU l'any 2001, va formar-ne part de l'executiva de Brandenburg al maig de 2003 i es va convertir en presidenta del partit en el districte de Dahme-Spreewald el desembre de 2003. Va ser nomenada Secretària Nacional dels Diputats del CDU a Brandenburg el gener de 2007, Secretaria Nacional d'Acció Política l'octubre de 2008, i Secretària Nacional del partit el gener de 2009.
De 2000 a 2009, Wanka va ser la Consellera de Ciència, Recerca i Afers Culturals de Brandenburg, primer en el govern de Manfred Stolpe (2000–2002) i posteriorment en el del seu successor Matthias Platzeck (2002–2009). Com a tal, va ser presidenta del Kultusministerkonferenz, una associació de tots els consellers en aquesta àrea, l'any 2005.
De 2010 a 2013, Wanka va ser consellera de Ciència i Cultura de l'estat de la Baixa Saxònia, en el Cabinet McAllister; es va convertir en la primera persona de l'RDA a ser consellera d'un estat de l'antiga Alemanya Occidental. També va ser delegada de la CDU en la Assemblea Federal per elegir el president d'Alemanya l'any 2010.
Al febrer de 2013, Wanka va succeir Annette Schavan com a Ministra d'Educació i Recerca en el govern de la cancellera Angela Merkel. Durant les negociacions per formar un govern de coalició després de les eleccions federals de 2013, va liderar la delegació de la CDU/CSU en el grup de treball d'educació i recerca, juntament amb Doris Ahnen (SPD).

## Càrrecs i posicions
- Membre del consell consultiu de la Fundcaió Einstein (des de 2020)[6]
- Membre de la junta directiva de l'Institut Berlin-Brandenburg de Corporacions Franco-Germanes a Europa.
- Membre del consell consultiu de Braunschweigische Stiftung[7]
- Membre de la junta directiva de Deutsche Telekom
- Membre ex oficio de la junta directiva de Deutscher Zukunftspreis (2013–2018)[8]
- Membre ex oficio de la junta directiva del Fòrum Alemany per la Prevenció del Crim (DFK)[9]
- Vicepresidenta de la junta directiva de la Fundació d'Estudis Avançats Ernst Reuter[10]
- Membre ex oficio del senat de l'Associació Helmholtz de Centres de Recerca Alemanys (2013–2018)[11]
- Membre de la Fundació Konrad Adenauer[12]
- Total E-Quality initiative, member of the board of trustees[13]
- Membre de la junta directiva de la Fundació Volkswagen (2012–2016)[14][15][16]

## Posicions polítiques
Durant la presidència de Wanka del Kultusministerkonferenz, es va fer la controvertida reforma de l'ortografia alemanya. Després d'una contínua discussió, el juliol de 2005, sobre la reforma, que s'havia d'implementar l'agost del mateix any, Wanka va pressionar els consellers dels diferents estats per fer-ho sense retard. Tanmateix, uns mesos després que acabés el seu mandat, el diari alemany Der Spiegel la va citar en els següents termes: "Els consellers de cultura han sabut, durant molt temps, que la reforma ortogràfica era un error. Per raons d'estat, no es va retirar."